# Essilor
Essilor (Euronext EL) és una empresa francesa especialitzada en el disseny, fabricació i comercialització de lents correctives i equips òptics oftalmològics. Va néixer de la fusió de les empreses franceses Essel i Silor el 1972. Es troba sobretot a l'origen de Varilux.
El 2019, l'empresa comptava amb 74.000 empleats. El seu president i conseller delegat és Paul du Saillant. La seva seu central es troba a Charenton-le-Pont.
Es va fusionar amb el grup italià Luxottica l'1 d'octubre de 2018.